# Zbigniew Wilk
Zbigniew Marian Wilk (ur. 22 lipca 1951 w Dzierdziówce, zm. 16 grudnia 1981) – górnik Kopalni Węgla Kamiennego „Wujek” od 1971 roku, ofiara pacyfikacji kopalni Wujek w grudniu 1981 roku.

## Życiorys
W 1971 roku  ukończył Technikum Górnicze Ministerstwa Górnictwa i Energetyki w Katowicach. Od 1 lipca pracował w KWK Wujek. 1 stycznia 1974 rozpoczął pracę w KWK Śląsk, a od 12 lutego tego samego roku powrócić do KWK Wujek. W latach 1972–1979 był piłkarzem Klubu Sportowego Rozwój Katowice działającego przy KWK Wujek w Katowicach.
Bezpartyjny, członek NSZZ „Solidarność”. W dniach 14–16 grudnia 1981 na terenie kopalni brał udział w strajku okupacyjnym, który wybuchł na znak sprzeciwu wobec wprowadzenia stanu wojennego. 16 grudnia 1981 podczas pacyfikacji KWK „Wujek” przez oddziały MO i ZOMO został śmiertelnie postrzelony z broni maszynowej, jedna kula trafiła udo prawej nogi, druga w lewe płuco, a trzecia w serce. Pogrzeb odbył się 21 grudnia 1981 na cmentarzu w Katowicach-Piotrowicach. Żonaty, miał dwoje dzieci: córkę (ur. 1976) i syna (ur. 1978).

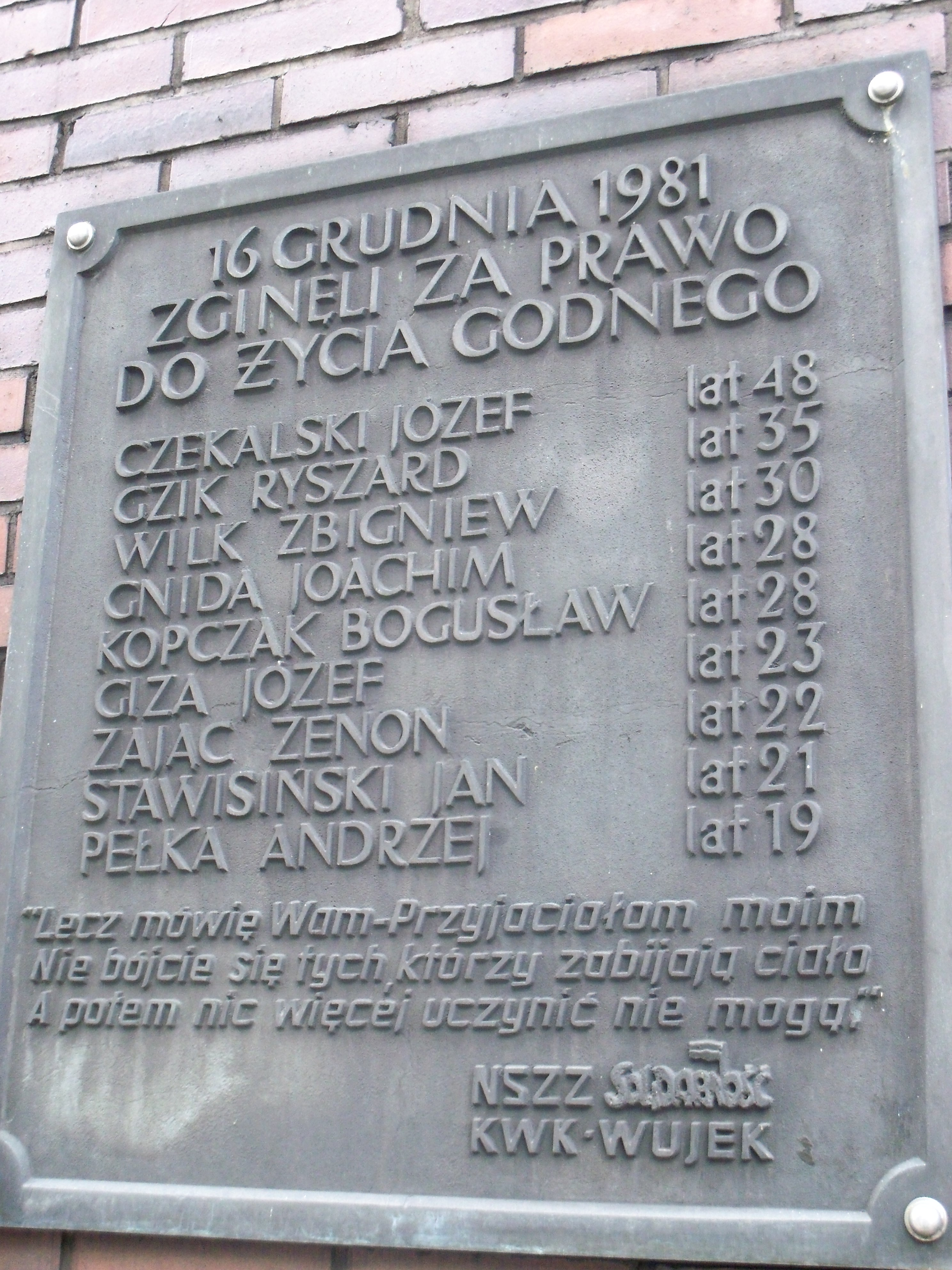
Tablica upamiętniająca ofiary pacyfikacji kopalni „Wujek”.

Odznaczony Złotym Krzyżem Zasługi z Mieczami (przez Prezydenta RP na Uchodźstwie, 1990),  Krzyżem Kawalerskim Orderu Odrodzenia Polski (1992), Krzyżem Wolności i Solidarności (2015).